# Dendrelaf plamisty
Dendrelaf plamisty (Dendrelaphis pictus) – gatunek węża z rodziny połozowatych (Colubridae).

## Występowanie
Dendrelaf plamisty zamieszkuje Malezję, Singapur, Indonezję, Brunei, Kambodżę, Laos, Tajlandię, Wietnam, a także południowe Chiny. Przypisywane temu gatunkowi populacje występujące od Indii po Mjanmę są obecnie uznawane za Dendrelaphis proarchos. Wbrew wcześniejszym stwierdzeniom nie występuje także na Filipinach.

## Budowa ciała
Długość ciała do 1,28 m. Głowa silnie wydłużona, wąska i spiczasto zakończona. Tułów cienki i w przednim odcinku bocznie spłaszczony. Na jego brzusznej powierzchni widoczne są, biegnące wzdłuż ciała i skierowane na boki, ostre krawędzie z łusek, ułatwiające sprawne poruszanie się wśród gałęzi drzew. Ogon długi i wyjątkowo cienki. Źrenice oczu poziome, szparowate o nieregularnym kształcie.
Ubarwienie grzbietu brązowozielone, z poprzecznymi, nieregularnie ułożonymi ciemnymi plamami. Wzdłuż boków przebiegają ciemna smugi. Całe ciało z charakterystycznym, metalicznym połyskiem.

## Biologia i ekologia
Prowadzi nadrzewny tryb życia do którego jest doskonale przystosowany. W przypadku zagrożenia udaje martwego nieruchomiejąc otwierając pysk i bezwładnie wysuwając z niego język, po czym pozostaje w takiej pozycji przez dłuższy czas.
Żywi się płazami i jaszczurkami. 
Gatunek jajożyworodny.